# Crkva sv. Ivana Evanđelista u Perastu
Crkva sv. Ivana Evanđelista je rimokatolička crkva u Perastu. Ponegdje je nazivaju kapelom. Pripadala je obitelji Nikolić. Sagrađena je blizu kuće te obitelji zbog sklanjanja urotnika koji su ubili Vicka Bujovića.

## Smještaj i osobine
Nalazi se u središnjem zapadnom dijelu grada, u Penčićima. Nalazi se u drugom redu zgrada, u ulici koja vodi od trga sv. Nikole pored crkve sv. Nikole. Crkva (kapela) je dio građevne cjeline koja je zaštićena graditeljska cjelina ("niz iznad sv. Nikole"). Ugrađen je u ostale urbane sadržaje. Taj niz zgrada danas se koristi u stambene svrhe, a sama kapela je napuštena.
Zgrada je mala. Portal s malim zvonikom je bez ukrasa i usmjeren je prema moru. Ostatak pročelja je ugrađen u okolne građevine. Sa zapadne strane je stubište. Pripada onoj vrsti crkvica koje su pobožni pomorci podizali u znak zahvalnosti.